# Ilias Haddad
Ilias Haddad (Dordrecht, 1 maart 1989) is een Nederlands-Marokkaans voetballer die als middenvelder en als verdediger uit de voeten kan.

## Clubcarrière
Haddad begon met voetballen op zijn vierde en mocht zijn eerste wedstrijd spelen op zijn vijfde. De clubs waarbij hij als amateur heeft gevoetbald zijn DVV Merwesteijn en SC Feyenoord. Zijn eerste contract kreeg hij in 2005 bij SBV Excelsior waarna hij, nadat eerst een jaar verhuurd was, een transfer afdwong naar AZ. Door het samenwerkingsverband van AZ met Telstar maakte hij op huurbasis zijn debuut als profvoetballer bij Telstar.
AZ sprak op 1 april 2011 uit niet verder te willen met Haddad en meldde dat hij mocht uitkijken naar een andere club. In augustus 2011 tekende hij een eenjarig contract bij St. Mirren FC in Schotland. Daarna vertrok hij naar CSKA Sofia in Bulgarije, waar hij een driejarig contract ondertekende. In september 2013 kreeg hij een vast contract bij FC Dordrecht. In het seizoen 2013/14 speelde hij 33 competitieduels; met Dordrecht dwong hij die voetbaljaargang promotie naar de Eredivisie af. Haddad degradeerde met Dordrecht in het seizoen 2014/15 echter weer uit de Eredivisie.
Haddad ging niet met Dordrecht terug naar de Eerste divisie, maar tekende in juli 2015 een contract tot medio 2017 bij FAR Rabat, de nummer elf van Marokko in het voorgaande seizoen. Medio 2018 ging hij voor Raja Casablanca spelen.

## Spelerstatistieken

### Overzicht als clubspeler
| seizoen | club            | land      | competitie     | wedstrijden | doelpunten |
| ------- | --------------- | --------- | -------------- | ----------- | ---------- |
| 2009/10 | Telstar         | Nederland | Eerste divisie | 26          | 0          |
| 2010/11 | Telstar         | Nederland | Eerste divisie | 21          | 1          |
| 2011/12 | St. Mirren FC   | Schotland | Premiership    | 10          | 0          |
| 2011/12 | CSKA Sofia      | Bulgarije | A PFG          | 3           | 0          |
| 2012/13 | FC Dordrecht    | Nederland | Eerste divisie | 2           | 0          |
| 2013/14 | FC Dordrecht    | Nederland | Eerste divisie | 33          | 1          |
| 2014/15 | FC Dordrecht    | Nederland | Eredivisie     | 25          | 0          |
| 2015/16 | FAR Rabat       | Marokko   | Botola Pro     | 28          | 1          |
| 2016/17 | FAR Rabat       | Marokko   | Botola Pro     | 24          | 1          |
| 2017/18 | FAR Rabat       | Marokko   | Botola Pro     | 23          | 0          |
| 2018/19 | Raja Casablanca | Marokko   | Botola Pro     | 18          | 0          |

Bijgewerkt op 9 juni 2015.